# Midnight Sun (musikgrupp)
Midnight Sun var ett svenskt metalband som kallade sig Tranquility när det bildades år 1996. De spelade heavy metal, power metal och glamrock. År 2001 gav de ut skivan Metal Machine på bolaget Limb Music.
Jakob Samuel, sångare i The Poodles, sjöng på skivan Metal Machine. The Poodles har gjort en cover på Metal Will Stand Tall med Tess Merkel.

## Medlemmar
Senaste medlemmar
- Jonas Reingold – basgitarr (1996–?)
- Jaime Salazar – trummor (1999–?)
- Magnus Karlsson – gitarr (1999–?)
- Jacob Samuels – sång (2000–?)

Tidigare medlemmar
- Mike D – keyboard
- Richard Andersson – keyboard
- Anders Theander – trummor (1996–1997)
- Chris Palm – gitarr (1996–1999)
- Pete Sandberg – sång (1996–2000)
- Henrik "Hempo" Hildén – trummor (1997–1999)

## Diskografi
Studioalbum
- 1997 – Another World
- 1998 – Above & Beyond
- 1999 – Nemesis
- 2001 – Metal Machine